# IRAS Minor Planet Survey
IRAS Minor Planet Survey (kratica: IMPS) je astronomski katalog malih planeta koje je prikupio satelit IRAS. Urednik baze podataka je E. F. Tedesco (1992.).
Objavljen je 1992. i dodatak je pregledu asteroida i kometa  IRAS Asteroid and Comet Survey. Ne sadrži komete. Pokriveni su asteroidi dobro poznatih orbita prosinca 1990. godine. Ažurirani su podatci o asteroidima od broja 1 do 3318 te nastavlja tu obradu do asteroida broja 4679. Sadrži još 2632 asteroida s preliminarnim orbitama (dvije ili više opozicija). IMPS je obradio samo preglede IRAS-om, spektrometrija niske razlučivosti, nasumično sretno pronađeni objekti i podatci dodatnih promatranja nisu uključeni. Ukupno katalog sadrži 7311 objekata.